# 北乃ゆな
北乃 ゆな（きたの ゆな、1994年8月21日は、日本のAV女優。リスタープロ（旧 グランツプロ）所属。2023年3月16日、自身の新しいツイッターで西海 しおん（にしうみ しおん、1997年3月6日 - ）への改名と、LINXへの移籍を報告。

## 略歴・人物
青森県三沢市出身。
かつてはレースクイーンとして活動し、人気バラエティ番組のイメージガールにも起用されたとされている。
2021年3月、マドンナの専属女優としてAVデビュー。
2021年6月にヴィーナス専属となり、8月より専属を離れ企画単体女優となる。
2022年8月3月に行われたイベント「第一回在アダルト業界青森県人会」に出演。9月10日に「第二回」が行われた。
2023年3月16日、LINXへの事務所移籍と、西海しおんへの改名を公表。
2024年7月1日週FANZA動画フロアランキングにて、出演作を含むベスト盤『【福袋】山と空の野外露出！超人気あの話題作も！！20タイトル53時間オール収録！』（山と空）が3位に浮上した。

## 映像作品

### アダルトDVD
- 黄金の美脚を持つオンナ 北乃ゆな 26歳 AV DEBUT!!（3月7日、マドンナ）
- レースクイーンNTR 黄金の美脚妻マドンナ専属第2弾!!初本格NTR作品―。（4月7日、マドンナ）
- 出張という名の不倫旅行（5月7日、マドンナ）
- 寝ている義母のお尻を嫁のお尻と間違えて、義母とは知らずに即挿入。（6月7日、VENUS）
- もう息子なしでは生きていけない…。 母親が絶頂50回突破するエロス極限トランス中出し（7月7日、VENUS）
- 人妻のあふれる蜜（8月1日、熟女JAPAN）※「ゆな」名義
- 会員制お手伝いさん 〜予約で4ヶ月待ちの家政婦を指名したら…（8月16日、MAXING）
- 【緊急取材】 謝礼金と引き換えに不倫中出しSEX! 物欲性欲が止められないシロウト人妻達（9月17日、DOC）
- 最愛の妻が中出しされてる寝取られ動画が後輩のチャラ男のスマホ内にたくさん保存してあった（9月21日、ミセスの素顔）
- 「擦りつけただけでイッちゃうの!?…だったら私が特訓してあげるね」 彼女のゴン攻めフェラチオで早漏改善しちゃったボク（10月1日、DOC）
- 「『おばさんを興奮させてどうするの?』キャンプ場でヤりまくりSPECIAL 青年の勃起チ○ポを見せつけられたおばさんエステティシャンは照れながらも本当は同僚に自慢したい!!（10月21日、DANDY）
- 「一度だけ、これで最初で最後…」 好きだった思いを伝えられなかった義母と一夜限りの最初で最後の情熱的セックス…。（10月26日、Hunter）
- オナサポ!! 女子○生 着衣で全裸で挑発的ダンス（12月14日、かぐや姫Pt）
- 旦那の目の前で薬漬け脳バグNTR（12月21日、ドグマ）

- 私、目覚めました。 優樹奈さん(32) イラマチオ/4Pセックス/人妻/素人/長身/美脚/NTR（1月4日、イルカ）※「優樹奈」名義
- 私、普段は地味で平凡な人妻です… おチ〇ポが好き!あぁおチ〇ポが大好き!（1月13日、センタービレッジ）
- 一生一度の筆下ろしは美人な母親の友人と濃密中出しセックスで（1月27日、センタービレッジ）
- 集団OL美脚責め 働く女の匂い立つ蒸れ足で責められ続けた僕。（2月8日、犬）
- 神熱AV女優を1日貸し切り、ひたすら本能の中出し交尾。 ACT.16 北乃ゆな（2月4日、プレステージ）
- 「大変申し訳ございません!」 スイートルームに監禁され口もマ○コも犯された★★★コンシェルジュ 北乃ゆな（5月17日、ドグマ）
- 関東人妻調教サークル ゆな (32歳)（6月9日、センタービレッジ）
- セフレ以上愛人未満 着衣でも欠かさないおっぱいアピール 北乃ゆな（7月1日、h.m.p）
- リンパマッサージでガマンできずに綺麗なおねえさんのカラダを強引に弄りまくってたら感じてるようだったのでダメ元でお願いしたらヤラせてくれたッ!! 4（7月7日、LEO）
- 産後処女を奪われ一度イッたら長時間アクメで痙攣が止まらないイキッぱなしベビーカー妻 10（7月7日、ナチュラルハイ）
- デカ尻介護士のドスケベ訪問老人介護 お色気リハビリでおじいちゃん精子を搾り取る肉厚フェロモン痴女 北乃ゆな（7月19日、DEEP’S）
- 中出しするだけの簡単なお仕事 ドえろ乳輪FカップOLゆな24歳 北乃ゆな（8月2日、パコパコ団とゆかいな仲間たち）
- THEドキュメント 本能丸出しでする絶頂SEX キャンGAL首絞め乱交中出しファック 北乃ゆな（8月2日、美人魔女/エマニエル）
- ラッキーな胸チラを発見し、気づかれないように見てたけど、やっぱりバレてた?! 21 ～ヨガインストラクター編～（8月4日、LEO）
- 愛妻交換 幼馴染の妻と俺の妻を交換して中出ししまくった4日間の記録。 岬さくら 北乃ゆな（8月16日、溜池ゴロー）
- ゆな先生のビンビン乳首に甘えて一晩中こねくり中出ししまくってしまったボク。 北乃ゆな（8月16日、PREMIUM）

### アダルトVR
2021年
- 元レースクイーンが上司のボクと秘密の社内不倫（10月6日、マックスエー）
- 食い込み接写 オナニーVR 2（10月13日、マックスエー）
- 超々天井特化! 頭上にも美女!下半身にも美女! 上から下から同時に攻めてくるオイルエステで極楽3P!! 3（10月22日、Hunter）

### ネット配信
- 【緊急取材】謝礼金と引き換えに不倫中出しSEX!財布の口とマ●コがゆるゆるな人妻【訳アリ借金妻 事例その3】（8月17日、ナンパdeハメハメ）※「ゆな」名義
- 百戦錬磨のナンパ師のヤリ部屋で、連れ込みSEX隠し撮り 217 雀荘で働く大人かわいいお姉さんを家に連れ込んでみたら、柔いおっぱい(推定F乳)を揺らしてイキまくり!顔良し・体良し・性格良しのW役満系女子だった!（9月2日、ナンパTV）※「ゆな」名義
- 【初撮り】【そそられる谷間】【ぐっちょり潮吹き】品の良さとエロスを持ち合わせる丸の内OLが登場。清楚OLが卑猥な音を鳴らしながら肉棒を丹念に舐め上げ、膣中に挿入されるとカメラ前で痴態を晒して.. ネットでAV応募→AV体験撮影 1626（9月3日、シロウトTV）※「ゆな」名義
- No.1169 北乃真帆（10月7日、舞ワイフ）
- 【365日欲求不満のRQ妻降臨!】結婚後も「バレなきゃOK」スタイルのフットワークで毎日ち●こに想いを馳せ、セフレと豪遊!【男優のち●こに5Gを疑う程の高速反応】x【RQ時の仕事着でSEXレースに挑戦】x【何度も極太棒に突かれ、膣崩壊寸前。】高身長166cm、美脚人妻に中出し2連発!!!+αの巻（10月11日、プレステージプレミアム）※「キタノユナ」名義
- ゆな（10月22日、素人CLOVER）
- 【ち●ぽが主食の元RQ】【ハイレグ×黄金の美脚】【Fcupの卑猥ピンク乳輪】ち●ぽを嬉しそうにヨシヨシ♪経験人数100人超えのち●ぽ愛が今ここで溢れ出るッ!レオタードが映えるエッロいカラダをくねくねさせながら裏筋をねっとり丹念に舐めあげる姿は優勝!!グッショリおま●こに激ピスすればトロ顏絶頂連発！お持ち帰りされたいSEX狂いが新天地AV界で暴れまくる!!乞うご期待!：ウラトーーク Talk.16（11月2日、HHH）
- No.1188 北乃真帆（12月14日、舞ワイフ）
- ラグジュTV 1499 レースクイーンや下着モデルをこなすスレンダーなお姉様が登場!はじめは緊張をしつつも濃厚なキスから徐々に大胆になっていき、それと比例する様に秘部を愛液で濡らす…。敏感になった身体は巨根を愛でるように受け入れ喘ぎイク!（12月22日、ラグジュTV）※「優奈」名義

- 【元レースクイーン】【連続ド淫乱絶頂】【特濃中出し & 顔射】【超ヤリマン出会い系中毒】全国の男たちが一度はセックスしてみたいと憧れる職業… レースクイーン!! 元レースクイーン美女がしろうとちゃんにやってきた! 自他共に認める超ヤリマンはガンガン連続絶頂でイキまくるッ!! 特濃中出しからのFINALラップ突入! 超ハイレグ姿のレースクイーンにアクセル全開ピットイン!!! しろうとちゃん #029 ゆなちゃん (24) 元レースクイーン（5月20日、はめちゃん。）

## 書籍・出版

### デジタル写真集
- 会員制お手伝いさん 〜予約で4ヶ月待ちの家政婦を指名したら…（2021年9月11日、MAXING）

### 雑誌
- 週刊大衆 2021年3月15日号（双葉社） - グラビア「元レースクイーンが脱いだ!」[8]
- 週刊大衆 2021年4月12日号（双葉社） - グラビア「元レースクイーン「浴衣ヘアヌード」」[9]
- 週刊アサヒ芸能 2021年4月29日号（徳間書店） - グラビア「私たち、AV女優に転身しました」[10]